# إيلي مايلز
إيلي مايلز (بالإنجليزية: Ellie Miles)‏ هي لاعبة اتحاد الرغبي بريطانية، ولدت في 7 فبراير 1999 في رويال تونبريدج ولز ‏ في المملكة المتحدة.